# Maba (Indonésie)
Pour les articles homonymes, voir Maba.
Maba est une ville d'Indonésie, située sur la côte orientale de l'île d'Halmahera, aux Moluques. C'est le chef-lieu du kabupaten de Halmahera oriental, dans la province des Moluques du Nord.